# (12310) Londontario
(12310) Londontario est un astéroïde de la ceinture principale.

## Description
(12310) Londontario est un astéroïde de la ceinture principale. Il fut découvert le 29 février 1992 à Kitt Peak par le projet Spacewatch. Il présente une orbite caractérisée par un demi-grand axe de 2,73 UA, une excentricité de 0,19 et une inclinaison de 1,7° par rapport à l'écliptique.

## Compléments